# Titan IV
El Titan IV fue un cohete lanzador usado por la Fuerza Aérea de Estados Unidos. Eran lanzados desde Cabo Cañaveral, Florida y desde la Base Aérea Vandenberg en California.
El Titan IV fue retirado en 2005, su último lanzamiento tuvo lugar el 19 de octubre de 2005 desde la Base Vandenberg.
Este modelo de cohete se utilizó para lanzar la sonda Cassini hacia Saturno el 15 de octubre de 1997.

## Características
Fue desarrollado para lanzar cargas del tamaño que el transbordador espacial podía realizar solo que este lanzador exclusivo de la Fuerza Aérea. Se podría configurar para lanzarse ya sea con 1 etapa o sin etapa superior.
Este cohete consistía en 2 cohetes auxiliares de combustible sólido y un núcleo central de dos etapas que usaba Aerozine 50 (una mezcla 50:50 en peso de hidrazina y dimetilhidrazina asimétrica) y el oxidante tetróxido de dinitrógeno, que son del tipo hipergólico (realizan ignición al contacto con temperatura ambiente) y se pueden guardar por largos periodos de tiempo.
Pueden ser lanzados desde Florida o de California; dependía del tipo de misión y parámetros a realizar según la Fuerza Aérea.

## Desarrollo
La familia de cohetes Titan fue desarrollada desde octubre de 1955 cuando la Fuerza Aérea le dio el contrato a la empresa Lockheed Martin para construir un misil intercontinental que se conocería como Titan I el primer ICBM de 2 etapa de Estados Unidos que remplazaría al ICBM Atlas. Ambas etapas del Titan usan como combustible oxígeno líquido y RP-1 como propulsante. La versión más grande desarrollada fue el Titan II.
Este cohete se volvió obsoleto cuando la NASA comenzó a usar el cohete Atlas V y el Delta IV.

## Datos generales
- Función principal: cohete espacial
- Constructor: Lockheed-Martin Astronautics
- Propulsores: 
  - Etapa 0 2 motores de combustible sólido.
  - Etapa 1 usa un motor LR87 combustible líquido.
  - Etapa 2 usa un motor LR91.
  - Etapa opcional el propulsor Centauro y Etapa inercial.
- Sistema de guía: giroscopio láser
- Propulsión total: Los motores de combustible sólido proporcionan 1.7 millones de libras de fuerza (7.56 MN) por motor al momento de ignición.
- Longitud: más de 62.17 m
- Peso máximo: puede levantar 17,600 kg a órbita baja de la tierra lanzado desde Vandenberg
- Costo: $250-350 millones.
- Primer lanzamiento: junio de 1989
- Sitios de lanzamiento: Cabo Cañaveral AFS, Fla., y Base Vandenberg AFB, Calif.